# Замбоанга
Замбоанга (та. Lungsod ng Zamboanga, ча. Ciudad de Zamboanga, енгл. City of Zamboanga) је велики град на западу филипинског острва Минданао и седиште истоименог округа. Са око 950 хиљада становника, то је шести највећи град државе. 
Налази се на истоименом полуострву у Сулу мору. Манила је удаљена 850 km ка северу, малезијски град Кота Кинабалу 676 km ка југозападу, а индонежански град Манадо 639 km ка југу. 
Култура Замбоанге је под јаким утицајем шпанског наслеђа, тако да је алтернативно име града „Латински град Азије“. У граду и његовој широј околини се већински говори чабакано језиком, што је креолски језик заснован на шпанском језику.  
Највише кише пада у јулу, а најмање у априлу. Град се налази изван зоне тајфуна. 
У Замбоанги се налази највећа концентрација војних и полицијских база на Филипинима. 

## Становништво
| 1939.  | 1948.   | 1960.   | 1970.   | 1975.   | 1980.   | 1990.   | 1995.   | 2000.   | 2007.   | 2010.   | 2015.   |
| ------ | ------- | ------- | ------- | ------- | ------- | ------- | ------- | ------- | ------- | ------- | ------- |
| 73.894 | 103.317 | 131.489 | 199.901 | 265.023 | 343.722 | 442.345 | 511.139 | 601.794 | 774.407 | 807.129 | 861.799 |

## Партнерски градови
- Сарагоса